# VL22型电力机车
VL22型电力机车是苏联铁路的电力机车车型之一，适用于3000伏直流电气化铁路，于1938年至1941年制造。二战结束后诺沃切尔卡斯克电力机车厂制造改进型VL22M型电力机车。

## 发展历史

### VL22
1930年代初，苏联先后从美国通用电气公司和意大利布朗·包维利技术机械公司分别引进了S、SI型直流电力机车。同时，通过通用电气公司授权的技术转让，苏联的迪纳摩工厂和科洛姆纳工厂也于1932年开始生产国产化的Ss型电力机车，自此构成了苏联铁路“苏拉姆斯基”（俄语：Сурамского）系列电力机车，也为苏联电力机车发展奠定了基础。基于外高加索铁路电气化的成功经验，苏联在第二个五年计划时期开始加快在国内其他地区修建电气化铁路。1932年，迪纳摩工厂和科洛姆纳工厂成功研制了VL19型电力机车。
然而，由于VL19型电力机车受轴重限制，无法使用再生制动装置，转向架结构强度也未如理想。1938年初，迪纳摩工厂和科洛姆纳工厂在Ss型电力机车的基础上，开始研制新一代的直流电力机车。新机车适用于3000伏直流电气化铁路，沿用了与Ss型电力机车相似的车体结构，以及相同的ДПЭ-340型牽引電動機，司机控制器与SK型电力机车相同。1938年9月，迪纳摩工厂和科洛姆纳工厂试制了首台原型车，称为SM22-22（СМ22-22），“SM”代表现代化的“苏拉姆斯基”型电力机车，第一个“22”代表机车轴重为22吨，第二个“22”代表第22台Ss型电力机车。不久之后，根据苏联交通人民委员部的指示，决定延续VL19型电力机车的命名方式，以弗拉基米尔·列宁为这种机车命名，新机车被定型为VL22型，而车辆编号亦延续自VL19型机车，SM22-22号机车改称为VL22-146。
1938年至1941年间，迪纳摩工厂和科洛姆纳工厂共生产了37台VL22型电力机车（包括VL22-178）。在其生产过程中，工厂对机车的牵引齿轮、蓄电池、受电弓等零部件作出了多次改良。VL22型电力机车主要配属于外高加索铁路局及彼尔姆铁路局使用，并在1977年至1980年间相继报废。

### VL22M

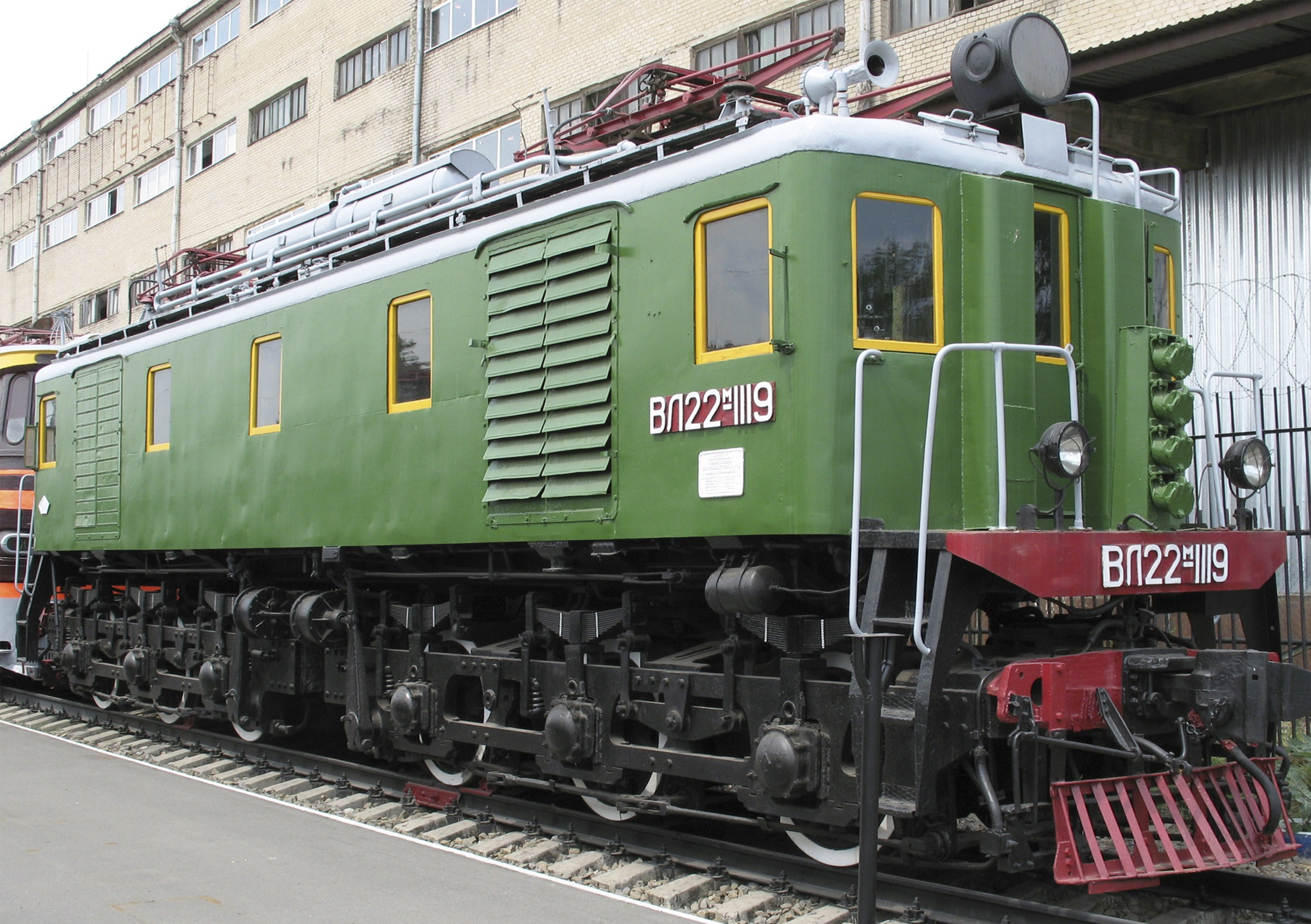
VL22M-1119号机车

1940年，迪纳摩工厂在ДПЭ-340型牵引电动机的基础上，成功研制了ДПЭ-400型牵引电动机，其小时功率由340千瓦提高到400千瓦。首批六台ДПЭ-400型牵引电动机被安装在VL22-178号机车上，并于1941年至1945年间在外高加索铁路进行了试验，取得了良好的效果。1946年6月，VL22-184号机车成为迪纳摩工厂在第二次世界大战结束后生产的首台电力机车，也是其最后一台由迪纳摩工厂生产的机车。此后，装用ДПЭ-400型牵引电动机的VL22型电力机车的批量生产转移到诺沃切尔卡斯克电力机车厂，并改称为VL22M型电力机车（ВЛ22м）。1947年3月7日，VL22M-185号机车在诺沃切尔卡斯克电力机车厂出厂，与战时生产的VL22-178号机车相比，VL22M型机车略有一些变化，例如减轻了电动机的重量、使用新型蓄电池、减少机车生产所需的材料等。在生产过程中，工厂不断改进机车的某些设计，以提高该系列机车的可靠性。而在1958年生产的最后期VL22M型机车上，改为采用提高转速的НБ-411型牵引电动机。
至1958年停产，诺沃切尔卡斯克电力机车厂共生产了1541台VL22M型电力机车，在苏联当时44个铁路局中有17个配属了这种机车。配属南方铁路局及十月铁路局的VL22M型电力机车，大部分均采用客运的牵引齿轮传动比（3.76），最高运行速度为90公里/小时。从1970年代中后期开始，VL22M型电力机车陆续批量报废，并被VL10、VL11型电力机车取代。

### VL22I
1960年代，随着铁路干线运量不断增长、行车密度不断提高，苏联开始研究将直流电气化铁路的电压由3000伏提高到6000伏，并研制了VL8V-001号电力机车（ВЛ8В−001）进行试验。1973年，第比利斯电力机车制造厂利用VL22M-1586号机车，将其改造为适应6000伏高压直流电的实验性电力机车，并改称为VL22I-1586号机车（ВЛ22И-1586），其中“I”代表脉冲控制直流牵引电动机（импульсное управление электродвигателями）。
VL22I型电力机车不再采用起动电阻、电空接触器、牵引电动机串联—并联转换来进行调速，改为采用与VL8V型电力机车相同的晶闸管斩波器调速装置。在6000伏直流电气化铁路上，由于提高了牵引电动机的端电压，VL22I型机车的额定功率比VL22M型机车大10%；但在普通的3000伏直流电气化铁路上，VL22I型机车的额定功率略低于VL22M型机车。1974年至1975年间，第比利斯电力机车制造厂又将另外四台VL22M型机车改造成VL22I型机车。但由于面对不同的技术困难，例如晶闸管斩波器对无线通信、轨道电路等铁路通信信号系统造成的电磁干扰，苏联最终放弃采用6000伏高压直流电的计划，所有VL22I型机车在1980年报废。

## 参看
- VL19型电力机车
- 苏联铁路Ss型电力机车
- 苏联铁路SK型电力机车